# غوردون بلير
غوردون بلير هو قاضي ومحامي وسياسي كندي، ولد في 23 ديسمبر 1919 في ريجاينا في كندا، وتوفي في 14 يونيو 2006. حزبياً، نشط في الحزب الليبرالي الكندي. وقد انتخب عضو مجلس العموم الكندي.